# Lacey Duvalle
Lacey Duvalle, född 5 april 1982 i Washington, D.C., är en amerikansk porrskådespelare. Hon har medverkat i fler än 164 porrfilmer sedan sin debut i porrfilmsbranschen 2000.

## Priser och utmärkelser
- 2009: Urban X Awards — Best POV Sex Scene — Tunnel Vision